# Tolången
Tolången är en sjö i Kinda kommun och Västerviks kommun i Småland och ingår i Botorpsströmmens huvudavrinningsområde. Sjön har en area på 1,74 kvadratkilometer och ligger 128,8 meter över havet. Sjön avvattnas av vattendraget Tynnsån.

## Delavrinningsområde
Tolången ingår i det delavrinningsområde (643844-151117) som SMHI kallar för Utloppet av Tolången. Medelhöjden är 153 meter över havet och ytan är 12,84 kvadratkilometer. Det finns inga avrinningsområden uppströms utan avrinningsområdet är högsta punkten. Tynnsån som avvattnar avrinningsområdet har biflödesordning 2, vilket innebär att vattnet flödar genom totalt 2 vattendrag innan det når havet efter 72 kilometer. Avrinningsområdet består mestadels av skog (84 %). Avrinningsområdet har 1,96 kvadratkilometer vattenytor vilket ger det en sjöprocent på 15,2 %.